# میشل کاستروف
میشل کاستروف (انگلیسی: Michael Kostroff؛ زادهٔ ۲۲ مهٔ ۱۹۶۱) بازیگر اهل ایالات متحده آمریکا است.
از فیلم‌ها یا برنامه‌های تلویزیونی که وی در آن نقش داشته‌است می‌توان به همسر خوب اشاره کرد.